# Septobasidium septobasidioides
Septobasidium septobasidioides är en svampart som först beskrevs av Henn., och fick sitt nu gällande namn av Höhn. & Litsch. 1907. Septobasidium septobasidioides ingår i släktet Septobasidium och familjen Septobasidiaceae.   Inga underarter finns listade i Catalogue of Life.